# KPN Smart 200
De KPN Smart 200 is de eerste Android-smartphone die KPN onder eigen naam heeft uitgebracht. Deze smartphone werd geleverd met Android 2.3.6 en kostte 207 euro op het moment van introductie. Het apparaat werd geproduceerd door de Chinese original equipment manufacturer ZTE en was feitelijk een versie van de ZTE Skate Android-smartphone onder de KPN-merknaam. KPN bracht de telefoon uit "voor consumenten die voor het eerst een smartphone willen gebruiken".
Het apparaat van 150 gram was voorzien van een TFT-LCD scherm van gehard plastic met een resolutie van 480 bij 800 pixels. Het apparaat wordt aangedreven door een 800 MHz processor en 512 megabyte werkgeheugen. Op het apparaat was Android 2.3.6 geïnstalleerd op de 2 GB interne opslag. Dit kan worden uitgebreid met een Micro SD-kaartje van maximaal 32 GB. Enkele in Nederland veel gebruikte apps zoals die van NU.nl, Marktplaats en Buienradar waren voorgeïnstalleerd op het toestel.